# Catoxyethira botosaneanui
Catoxyethira botosaneanui is een schietmot uit de familie Hydroptilidae. De soort komt voor in het Afrotropisch gebied.